# Prinz Joachim
Die 1903 fertiggestellte Prinz Joachim, benannt nach Joachim von Preußen, wurde als 7. und letztes Prinzenschiff für die Südamerika-Dienste der Hamburg-Amerikanischen Packetfahrt-Actien-Gesellschaft (HAPAG), Hamburg, von der Flensburger Schiffsbau-Gesellschaft gebaut.

Diese Werft lieferte zwei Dampfer, die den drei bei der Reiherstiegwerft und der AG Neptun gebauten Einschornsteinern Prinz Eitel Friedrich, Prinz Waldemar und Prinz Sigismund ähnelten.
Daneben hatte die Gesellschaft noch die größeren Doppelschraubendampfer Prinz Adalbert und Prinz Oskar für die Südamerika-Dienste bauen lassen.

1914 sollte die HAPAG durch Umbenennung zweier von der HSDG zu übernehmender Dampfer dann noch zwei weitere „Prinzen“ erhalten, die nach Ostasien zum Einsatz kommen sollten.

## Einsatz bei der HAPAG
Die Prinz Joachim begann im Oktober 1903 ihre Jungfernfahrt von Hamburg über Le Havre und La Coruña nach Havanna und Vera Cruz. Zusammen mit ihrem Schwesterschiff Prinz August Wilhelm bediente sie den im April 1903 eröffneten zweimonatlichen direkten Dienst der Hapag nach Mexiko.

### Im Atlas-Dienst der Hapag ab New York
1901 hatte die HAPAG die britische Atlas Line aus Liverpool angekauft, die die beiden ältesten Fahrtziele der HAPAG, New York und Westindien, verband. Der „Atlas-Dienst“ hatte eine Wochenlinie von New York nach Jamaika, Kolumbien, Costa Rica und Port au Prince (Haiti), außerdem noch Nebenlinien nach haitianischen Häfen und Mittelamerika. 1905/1906 entwickelte sich, auch wegen des Baubeginns des Panamakanals, ein verstärkter Konkurrenzkampf mit anderen Linien. Die HAPAG verstärkte ihren Westindien-Dienst erheblich und setzte von Hamburg nach Mexiko jetzt die über 8.000 BRT großen Doppelschraubendampfer Fürst Bismarck und Kronprinzessin Cecilie ein.
Prinz August Wilhelm (erster Einsatz am 10. Februar 1906) und Prinz Joachim (ab April) wurden dadurch für eine Verstärkung des Passagierverkehrs im Atlas-Dienst frei, denen dann noch die drei bisher im Brasiliendienst eingesetzten Einschornsteiner Prinz Eitel Friedrich, Prinz Waldemar und Prinz Sigismund folgten.
1913 bediente die Prinz Joachim mit ihrem Schwesterschiff Prinz August Wilhelm die Linie D des Atlas-Dienstes, die vierzehntäglich von New York über Inagua, monatlich Saint-Marc, Port-au-Prince, monatlich Petit Goave, Miragoâne, Jérémie, Aux Cayes oder Jacmel, Cartagena nach Puerto Colombia lief und über Kingston und Inagua nach New York zurückkehrte.
Bei Kriegsbeginn befand sich die Prinz Joachim in New York und wurde aufgelegt.

## Schwesterschiff Prinz August Wilhelm
Die fast identische Prinz August Wilhelm (4.733 BRT) lief am 4. November 1902 bei der Flensburger Schiffsbau-Gesellschaft als Bau-Nr. 217 vom Stapel und wurde am 16. Mai 1903 an die HAPAG abgeliefert. Am 26. Mai lief sie zu ihrer Jungfernfahrt nach Mexiko aus. Am 10. Februar 1906 fuhr sie erstmals im Atlas-Dienst von New York nach Costa Rica.
Am 1. August 1914 befand sich die Prinz August Wilhelm in Santa Marta und verlegte später nach Puerto Colombia, wo sie für die Kriegsdauer aufgelegt wurde. Am 26. April 1918 wurde das Schiff von der eigenen Besatzung versenkt.

## Amerikanischer Dienst der Prinz Joachim
Im April 1917 beschlagnahmte die US-Regierung die Prinz Joachim und brachte sie unter dem Namen Moccasin als Transporter in Fahrt.
Am 26. Februar 1918 nahm die US Navy diesen Frachter mit Passagiereinrichtungen und Kühlräumen in Dienst. Vom 14. März bis 13. April machte sie in einem Konvoi mit einer Ladung gefrorenem Fleisch ihre erste Fahrt nach Europa von New York City nach Bordeaux, Frankreich. Am 2. Juni 1919 wurde das Schiff außer Dienst gestellt.
1920 wurde sie in Porto Rico umbenannt. Am 2. März 1920 sank sie in New York. Wieder gehoben und instand gesetzt, kam sie 1923 in den Dienst der New York & Porto Rico Steamship Co. Im Dezember 1933 wurde die ehemalige Prinz Joachim zum Abbruch verkauft.